# Abapeba pennata
Abapeba pennata là một loài nhện trong họ Corinnidae.
Loài này thuộc chi Abapeba. Abapeba pennata được Lodovico di Caporiacco miêu tả năm 1947.